# 장마고곡로
장마고곡로(Jangmagogok-ro)는 대한민국 경상남도 창녕군 남지읍 두곡삼거리 에서 장마면 동정삼거리를 잇는 경상남도의 도로이다.

## 주요 경유지
경상남도
- 창녕군 (남지읍 . 장마면)

## 노선
| 이름              | 접속 노선  | 소재지 | 소재지 | 비고 |
| ----------------- | ---------- | ------ | ------ | ---- |
| 두곡삼거리        | 박진로     | 창녕군 | 남지읍 |      |
| 가림고개          |            | 창녕군 | 남지읍 |      |
|                   | 장마면     | 창녕군 |        |      |
| 동정삼거리        | 영산장마로 | 창녕군 |        |      |
| 유어장마로와 직결 |            |        |        |      |